# Укюлях (озеро, Усть-Янский улус)
Укюлях — (также Ююкюлээх) — крупное пресное озеро на севере Якутии (Усть-Янский район), расположено в термокарстовой котловине на Яно-Индигирской низменности в междуречье рек Яна и Чондон на высоте 13 м над уровнем моря. Находится в краю озёр к юго-западу от ещё одного крупного озера, Оротко.
Имеет овальную форму с выделяющимся крупным заливом в северной части. Площадь озера составляет 51,2 км², площадь водосбора — 120 км². Общая длина озера около 11 км, максимальная ширина в центральной части достигает 5,15 км. Берега низкие, местами заболоченные, покрытые тундровой растительностью. С севера к озеру подступает лесотундра. Водоём соединён несколькими протоками с соседними менее крупными озёрами.
Ближайшие населенные пункты: сёла Тумат примерно в 49 км к востоку и Казачье примерно в 58 км к западу.